# Christian Essiambre
Christian Essiambre, né en 1982, est un acteur-comédien, animateur, annonceur, artiste de cirque, humoriste, mime, musicien, narrateur et réalisateur acadien originaire de McKendrick dans le comté de Restigouche au Nouveau Brunswick au Canada.

## Biographie
Acadien, Christian Essiambre est né en 1982 au Nouveau Brunswick et a grandi à McKendrick dans une petite communauté rurale du comté de Restigouche. Il a une formation en mime de l'Omnibus en 2009, une formation en théâtre de mouvement acrobatique du Dynamo Théâtre en 2006 et un baccalauréat en théâtre de l'université de Moncton en 2003,.
Au début de sa carrière en 1998, Christian Essiambre, encore en secondaire, forme un trio humoristique avec André Roy et Rafaël Roy intitulé Les Mains d'Nez. Ensemble, ils ont joué dans plus de 150 spectacles professionnels au Nouveau-Brunswick.
Il prend le rôle de Tom Pouce dans le Pays de la Sagouine, rôle qu'il tient pendant dix ans,. 
Il se fait connaître au Québec grâce au succès de ses réalisations, notamment Les Trois Exils de Christian E.,,, œuvre qui est née de ce qu'il a vécu,. 
L'Acadie occupe toujours une place importante dans la vie d'Essiambre, ses trois œuvres théâtrales étant notamment consacrées à l'exil et à sa région d'origine,,,. En effet, dans la première réalisation, il est question d'exil et de la vie de Christian Essiambre, tandis que la deuxième traite de voyages et de musique, entre autres. Ces œuvre théâtrales, qui sont parsemées de références historico-culturelles,, sont caractérisées comme une « trilogie acadienne de fiction biographique »,.

## Regards sur l'œuvre
L'ensemble de l'œuvre de Christian Essiambre comporte plusieurs récurrences. Trois cycles se dégagent de ses réalisations : le cycle de création avec Philippe Soldevila, le cycle « Acadie » et le cycle de création avec Christian Lapointe. La collaboration d'Essiambre et de Soldevila, dont le travail est marqué du métissage culturel et des problématiques identitaires, témoigne de la prépondérance de sa région d’origine et de sa langue dans ses réalisations. Le cycle « Acadie » va aussi dans ce sens en mettant de l'avant les origines d'Essiambre. La collaboration de Christian Lapointe ajoute de l'étrange et du symbolisme aux réalisations de Christian Essiambre. Les nombreux rôles d'Essiambre au Pays de la Sagouine ont également marqué son début de carrière en Acadie. De plus, Essiambre a eu plusieurs rôles d'enfants dans des émissions jeunesse, ce qui témoigne de « son espièglerie et de son plaisir enfantin pour le jeu ». 

## Œuvre

### Théâtre
| Titre de la réalisation,                       | Auteur(s) et mise en scène,                                                    | Rôle,                            | Production,                                                                       | Année de parution, |
| ---------------------------------------------- | ------------------------------------------------------------------------------ | -------------------------------- | --------------------------------------------------------------------------------- | ------------------ |
| Les Mains d'Nez                                | Collectif d'humour                                                             | Rôle principal                   | Productions l'Entrepôt                                                            | 1998 à 2001        |
| SIGA                                           | Collectif d'humour                                                             | -                                | Productions l’Entrepôt et Département d’art dramatique de l’Université de Moncton | 2002 à 2003        |
| 10 ans de texte                                | Guillermo de Andrea                                                            | Second rôle : Euclide            | Pays de la Sagouine                                                               | 2000               |
| Mafia du bon Dieu                              | Robert Gauvin                                                                  | Rôle principal : Sylvio          | Théâtre du Bocage                                                                 | 2001               |
| La Mandragore                                  | Andreï Zaharia                                                                 | Rôle principal: Ligurio          | Département d’art dramatique de l’Université de Moncton                           | 2002               |
| Le Retour de la Sainte                         | Guillermo de Andrea                                                            | Second rôle : Euclide            | Pays de la Sagouine                                                               | 2003               |
| L'amour Boloxé                                 | Daniel Castonguay                                                              | Rôle principal : Euclide         | Pays de la Sagouine                                                               | 2004               |
| L'Odyssée                                      | Daniel Castonguay                                                              | Rôle principal : Tom-Pouce       | Pays de la Sagouine                                                               | 2004 à 2005        |
| En Panne                                       | Chantal Cadieux                                                                | Rôle principal                   | DansEncorps                                                                       | 2005               |
| L'ours                                         | Marcia Babineau                                                                | Rôle principal : Stépanovich     | Département d’art dramatique de l’Université de Moncton                           | 2006               |
| Le Bourgeois Gentleman                         | Daniel Castonguay                                                              | Second rôle : Prof d’éducation   | Pays de la Sagouine                                                               | 2006               |
| Les aventures de Patience                      | Daniel Castonguay                                                              | Rôle principal : Tom-Pouce       | Pays de la Sagouine                                                               | 2006 à 2008        |
| Conte de la lune                               | Philippe Soldevila                                                             | Rôle principal : Joan            | Théâtre des Confettis et TPA                                                      | 2006 à 2010        |
| Mécaniques Célestes                            | Claudie Gagnon                                                                 | Rôle principal                   | Théâtre des Confettis                                                             | 2009               |
| Nature morte dans un fossé                     | Christian Lapointe                                                             | Rôle principal : Boy             | Théâtre Blanc et Théâtre l'Escaouette                                             | 2009               |
| Des fraises en janvier                         | Diane Losier                                                                   | Rôle principal : François        | Productions l’Entrepôt                                                            | 2009               |
| Limbes                                         | Christian Lapointe                                                             | Rôle principal : L’enfant soldat | Théâtre Péril                                                                     | 2010               |
| L'envol de l'Ange                              | Jacqueline Gosselin                                                            | Rôle principal                   | Dynamo Théâtre                                                                    | 2010               |
| Foire aux Puces                                | René Poirier et Philippe Soldevila                                             | Rôle principal                   | Pays de la Sagouine                                                               | 2011               |
| Vie d'Cheval                                   | Marcia Babineau                                                                | Rôle principal                   | Théâtre l'Escaouette                                                              | 2011               |
| L'enfant Matière                               | Christian Lapointe                                                             | Rôle principal : Xou 1           | Théâtre Blanc                                                                     | 2012               |
| La Ville en Rouge                              | Martin Genest                                                                  | Rôle principal : Minus           | Théâtre du Gros Mécano                                                            | 2012               |
| Les Trois exils de Christian E.                | Christian Essiambre et Philippe Soldevila                                      | One man show                     | Centre du Théâtre d'Aujourd'hui                                                   | 2011 à 2017        |
| Frontières                                     | Jean-Sébastien Ouellette                                                       | Rôle principal                   | Théâtre de la Bordée et Compagnie Dramatique de Québec                            | 2013               |
| Poésie, Sandwichs et autres soirs qui penchent | Loui Maufette                                                                  | -                                | 5e Salle de la Place des Arts                                                     | 2013               |
| Le NoShow                                      | Alexandre Fecteau                                                              | Rôle principal                   | Collectif Nous Sommes ici, Théâtre du Bunker                                      | 2015               |
| Conte de la Neige                              | Philippe Soldevila                                                             | Rôle principal : Octavio         | Théâtre des Confettis                                                             | 2015 à 2016        |
| Le Long voyage de Pierre Guy B.                | Christian Essiambre, Philippe Soldevila et Pierre Guy Blanchard                | Rôle principal                   | Centre du Théâtre d'Aujourd'hui                                                   | 2015 à 2017        |
| Le Facteur                                     | Christian Essiambre                                                            | -                                | Théâtre de la Côte à X                                                            | 2017               |
| L'incroyable légèreté de Luc L.                | Christian Essiambre, Philippe Soldevila et Pierre Guy Blanchard et Luc LeBlanc | -                                | La Caserne Dalhousie                                                              | 2018 à 2019        |
| Trilogie d'une émigration                      | Philippe Soldevila                                                             | -                                | Maison Théâtre                                                                    | 2019               |
| Les Sept branches de la rivière Ota            | Robert Lepage                                                                  | -                                | Production Ex Machina                                                             | 2019               |

### Écrits
| Titre de la réalisation,        | Auteur(s), | Production,                                                                       | Année de parution , |
| ------------------------------- | --- | --------------------------------------------------------------------------------- | ------------------- |
| Les Mains d'Nez                 | Collectif d’humour | Productions l’Entrepôt                                                            | 1998 à 2001         |
| SIGA                            | Collectif d'humour | Productions l’Entrepôt et Département d’art dramatique de l’Université de Moncton | 2002 à 2003         |
| Les Étoiles du dodo             | Christian Essiambre (10 épisodes) | Yoopa, Trio Orange                                                                | 2011 à 2012         |
| 100% local                      | Christian Essiambre (chroniqueur et auteur) | Capsules diffusées à Radio-Canada                                                 | 2016 à 2017         |
| Les Trois Exils de Christian E. | Christian Essiambre et Philippe Soldevila | Sortie de Secours et Théâtre l'Escaouette                                         | 2011 à 2017         |
| Le Long voyage de Pierre Guy B. | Christian Essiambre, Philippe Soldevila et Pierre Guy Blanchard                                                                                         | Sortie de Secours et Théâtre l'Escaouette                                         | 2011 à 2017         |
| Le Facteur                      | Christian Essiambre | Théâtre de la Côte à X                                                            | 2017                |
| L'incroyable légèreté de Luc L. | Christian Essiambre, Philippe Soldevila et Pierre Guy Blanchard et Luc LeBlanc                                                                          | Sortie de Secours et Théâtre l'Escaouette                                         | 2018                |
| Les Newbies                     | André Roy, Christian Essiambre et Frédéric Mallet | Unis TV, Productions du Milieu et Juste pour rire                                 | 2018                |
| Comme dans l'espace             | Christian EssiambreJean-Sébastien Lévesque, Marijo Meunier, Luckas Cardona Morisset, Micheline Sylvestre, Caroline Bélisle, Matthieu Girard, Paul Ruban | Unis TV, Connections Productions, Botsford Media                                  | 2020 à 2023         |

### Émissions télévisées
| Titre de la réalisation, | Réalisateur,                     | Rôle,                         | Production,                                       | Année de parution, |
| ------------------------ | -------------------------------- | ----------------------------- | ------------------------------------------------- | ------------------ |
| Belle-Baie               | Louis Bolduc et Renée Blanchar   | Premier rôle : Xavier         | Phare-Est et Cirrus                               | 2008 à 2012        |
| Gentleman                | Louis Choquette                  | Premier rôle : Zac            | Production Gentleman II inc.                      | 2010               |
| Mirador                  | Louis Choquette                  | Premier rôle : Martin Blais   | Production Mirador inc.                           | 2011               |
| Chabotte et fille        | Louis Bolduc                     | Premier rôle : Serge Langevin | Production Chabotte et fille III inc.             | 2011               |
| Les Étoiles du Dodo      | Simon Barette                    | Premier rôle : Fred           | Trio Orange                                       | 2011 à 2012        |
| Les Étoiles de Fred      | Simon Barette et Ninon Choquette | Premier rôle : Fred           | Trio Orange                                       | 2013               |
| Le Cinquième élément     | Patrick Gauvin et Michel Jacques | Animateur                     | Productions du Milieu                             | 2014               |
| Le Clan                  | Jim Donovan                      | Premier rôle : Daneau         | Productions Casablanca et Phare-Est Média         | 2015 à 2016        |
| 100% local               | Sacha Laliberté                  | Chroniqueur et auteur         | Société Radio-Canada                              | 2016 à 2017        |
| À fond de train          | Sébastien Robineau               | Animateur                     | Blimp TV                                          | 2016 à 2017        |
| Le Siège                 | Jim Donovan                      | Premier rôle : Fred           | Phare-Est Média et Attraction Images              | 2017               |
| Les Newbies              | Frédéric Nassif                  | Rôle : Christian              | Unis TV, Productions du Milieu et Juste pour rire | 2018 à 2019        |
| Une autre histoire       | Brigitte Couture                 | Premier rôle : Ghyslain       | Sphère Média Plus, ICI Radio-Canada Télé          | 2019               |
| Comme dans l'espace      | Christian Essiambre              | Rôle : Astro                  | Unis                                              | 2021               |
| Garde partagée           | Christian Essiambre              |                               | Unis                                              | 2022               |
| Détective Surprenant     | Yannick Savard                   | Rôle : James Flaherty         | Club Illico                                       | 2023               |

### Voix et improvisation
Christian Essiambre a prêté sa voix à Histoire de Galet de l'auteure Marie Cadieux (Livre audio ICI Première plus). Il est la voix d'Astro dans la série télévisée pour enfants Comme dans l'espace. 
Il a également fait partie de trois ligues d'improvisation, soit la ligue de Québec comme joueur (L’impérial, Québec), la ligue Globale comme joueur (Cabaret Saint-Sulpice, Montréal) et la ligue d'improvisation La Sprite comme joueur (Boîte à Marius, Montréal),.

## Publications
- Christian Essiambre et Philippe Soldevila, Les Trois Exils de Christian E., coll. « Théâtre », Dramaturges éditeurs, 2013  (ISBN 9782896370443), 84 p.
- Pierre Guy Blanchard, Christian Essiambre et Philippe Soldevila, Le Long Voyage de Pierre-Guy B., coll. « Théâtre »,  Dramaturges éditeurs, 2016  (ISBN 9782896370856), 106 p.
- Pierre Guy Blanchard, Christian Essiambre, Luc LeBlanc et Philippe Soldevila, L'Incroyable Légèreté de Luc L., coll. « Théâtre »,  Dramaturges éditeurs, 2020  (ISBN 9782896371419), 120 p.

## Distinctions

### Prix
| Prix,                                                                                              | Réalisation,                    | Année, |
| -------------------------------------------------------------------------------------------------- | ------------------------------- | ------ |
| Masque de la Production Jeune public, Soirée des Masques                                           | Conte de la Lune                | 2006   |
| Artiste de l'année, Soirée des Éloïzes                                                             | Conte de la Lune                | 2006   |
| Prix Éloizes de l’artiste de l’année en théâtre                                                    | -                               | 2007   |
| Prix Paul-Hébert, Conseil de la culture des régions du Québec et de Chaudière-Appalaches           | Les Trois exils de Christian E. | 2011   |
| Prix d’interprétation masculine – Québec, Association québécoise des critiques de théâtre          | Le long voyage de Pierre-Guy B. | 2011   |
| Prix du public, Soirée des Éloïzes, Radio-Canada                                                   | Les trois exils de Christian E. | 2012   |
| Prix BMO groupe financier catégorie Auteur dramatique                                              | Les trois exils de Christian E. | 2013   |
| Prix du meilleur texte original, Québec, Prix de l’Association québécoise des critiques de théâtre | Le long voyage de Pierre-Guy B. | 2015   |
| Prix de l’Artiste s’étant le plus illustré à l’extérieur de l’Acadie, Prix Éloizes                 | -                               | 2016   |
| Prix de l'Artiste de l'année en théâtre, Prix Éloizes                                              | -                               | 2020   |

### Nominations
- 2012 Prix Gémeaux: Meilleure émission jeunesse pour À fond de train
- 2017 Prix Gémeaux: Meilleure animation jeunesse, pour Les étoiles du dodo [22],[24].